# テアオヌイ・テハウ
テアオヌイ・テハウ（Teaonui Tehau、1992年9月1日 - ）は、タヒチ出身のサッカー選手。

## 経歴
タヒチの1部リーグタヒチ・ディビジョン・フェデレールに所属しているASヴェニュスのチームで活躍している。

## 代表歴
テアオヌイ・テハウは、2009 FIFA U-20ワールドカップ3試合に出場したがチームは、予選でスペイン、ベネズエラ、ナイジェリアを相手に、1点も奪うことができず逆に、21失点を記録してしまいグループを予選最下位で敗退した。
2011年には、タヒチ代表に選出され同年3月の2011年パシフィックゲームズでサッカーキリバス代表で代表初ゴールを決めた、ちなみにキリバス代表は、FIFA、OFCに加盟してないため実際にFIFA、OFCに加盟しているチームからは、OFCネイションズカップ2012のサッカーサモア代表からでこの時点で代表得点数は、7点目になっている。(その前の6点は、いずれも2011年パシフィックゲームズのキリバス戦の1試合でダブルハットトリック達成している)タヒチは、この大会でオセアニア勢の中でかつてOFCに加盟していたオーストラリアとニュージーランド以外の国が優勝するのは、史上初の快挙でありタヒチが初優勝したためFIFAコンフェデレーションズカップ2013への出場権を得た。

## 個人成績

### 代表での得点
| #  | 日時          | 場所                                               | 対戦相手           | スコア | 最終結果 | 大会                       |
| -- | ------------- | -------------------------------------------------- | ------------------ | ------ | -------- | -------------------------- |
| 1  | 2011年9月3日  | ヌメア・スタッド・ブワ                             | キリバス           | 10–1   | 17–1     | 2011パシフィック・ゲームス |
| 2  | 2011年9月3日  | ヌメア・スタッド・ブワ                             | キリバス           | 11–1   | 17–1     | 2011パシフィック・ゲームス |
| 3  | 2011年9月3日  | ヌメア・スタッド・ブワ                             | キリバス           | 13–1   | 17–1     | 2011パシフィック・ゲームス |
| 4  | 2011年9月3日  | ヌメア・スタッド・ブワ                             | キリバス           | 15–1   | 17–1     | 2011パシフィック・ゲームス |
| 5  | 2011年9月3日  | ヌメア・スタッド・ブワ                             | キリバス           | 16–1   | 17–1     | 2011パシフィック・ゲームス |
| 6  | 2011年9月3日  | ヌメア・スタッド・ブワ                             | キリバス           | 17–1   | 17–1     | 2011パシフィック・ゲームス |
| 7  | 2012年6月1日  | ホニアラ・ローソン・タマ・スタジアム               | サモア             | 5–0    | 10–1     | OFCネイションズカップ2012  |
| 8  | 2012年6月5日  | ホニアラ・ローソン・タマ・スタジアム               | バヌアツ           | 4–0    | 4–1      | OFCネイションズカップ2012  |
| 9  | 2016年5月29日 | ポートモレスビー・サー・ジョン・ギース・スタジアム | サモア             | 1-0    | 4-0      | OFCネイションズカップ2016  |
| 10 | 2016年5月29日 | ポートモレスビー・サー・ジョン・ギース・スタジアム | サモア             |        | 4-0      | OFCネイションズカップ2016  |
| 11 | 2016年6月1日  | ポートモレスビー・サー・ジョン・ギース・スタジアム | パプアニューギニア | 2-2    | 2-2      | OFCネイションズカップ2016  |